# Munna makarovi
Munna makarovi là một loài chân đều trong họ Munnidae. Loài này được Rostomov miêu tả khoa học năm 1987.